# Antoine Bello
Pour les articles homonymes, voir Bello (homonymie).
Œuvres principales
- Éloge de la pièce manquante (1998)
- Les Falsificateurs (2007)
- Les Éclaireurs (2009)
- Roman américain (2014)
- Les Producteurs (2015)
- Ada (2016)
- L'homme qui s'envola (2017)

Antoine Bello, né le 25 mars 1970 à Boston dans le Massachusetts, est un écrivain et entrepreneur français et américain.

## Biographie
Arrière-petit neveu de Marcel Aymé,, Antoine Bello publie son premier livre, un recueil de nouvelles intitulé Les Funambules, en 1996. 
Deux ans plus tard, il signe Éloge de la pièce manquante, un roman policier abstrait qui se déroule dans le monde fictif du puzzle de vitesse. 
Son œuvre la plus connue est une trilogie, qui narre l'ascension d'un jeune Islandais dans les rangs du consortium de falsification du réel, une organisation secrète internationale qui falsifie la réalité et réécrit l'Histoire. Le premier tome, Les Falsificateurs, est paru en 2007 ; le deuxième, Les Éclaireurs, en 2009 et le troisième, Les Producteurs, en 2015. Elle a pris une signification nouvelle avec le débat récent sur les fake news. Bello écrit notamment dans Les Producteurs :

« Les théories du complot fleurissaient dans les forums, recueillant un succès inversement proportionnel à leur plausibilité. Des sites en recensaient des pages entières, parmi lesquelles le visiteur pouvait choisir celles qui confortaient ses préjugés ethniques, politiques ou religieux : le FBI avait orchestré les attaques du 11 septembre, un petit nombre de patrons présidait aux destinées du monde, le gouvernement américain avait favorisé la propagation du sida au sein de la communauté noire, etc. Ces sornettes ne dataient pas d’hier mais Internet avait à la fois accéléré leur propagation et assis leur légitimité. Le concept de vérité n’avait jamais semblé si relatif. La Toile fournissait des arguments aux champions de toutes les causes, aux sionistes comme à ceux qui cherchaient des raisons de casser du Juif, aux tenants de l’évolution comme à ceux du créationnisme. Tout était vrai et donc rien n'était vrai ; tout était faux et donc rien n'était faux. »

Après 20 ans à New York, Antoine Bello vit désormais à Charlotte, en Caroline du Nord. Il a décrit les travers de la société américaine dans plusieurs de ses romans : un capitalisme sans limites dans Roman américain (2014), l'angélisme des dirigeants de start-ups dans Ada (2016) et les entraves à l'épanouissement individuel dans L'homme qui s'envola (2017). La falsification, le journalisme, la disparition ou le langage comptent parmi ses autres thèmes de prédilection. 
Il est traduit dans une quinzaine de langues.
En 2012, il publie plusieurs nouvelles inédites en format ebook, dont deux, L'Actualité et Légendes, devaient initialement figurer dans Les Falsificateurs. Également en format numérique, il publie Amérique, un roman écrit à vingt ans qui n'avait jamais été édité.
Depuis 2014, Bello reverse tous ses revenus issus des droits d’auteur à la Wikimedia Foundation,,. Il a qualifié dans ses interviews Wikipedia de « service public » et de « plus beau projet porté par l'humanité depuis l'invention de l'écriture ».
Antoine Bello a été très influencé par le roman La Grève, d'Ayn Rand,,. Il est remercié dans la traduction française de Atlas Shrugged.
Il est cofondateur de la société Ubiqus (dénommée « Hors Ligne » jusqu'en 2000). Il est également le créateur de site internet de classements Rankopedia, aujourd'hui disparu et du site de paris sportifs The Sports Oracle.
En août 2022, il annonce sur les réseaux sociaux qu'il met fin à sa carrière littéraire, disant « tout aimer du métier de l'écrivain – imaginer une histoire, bâtir des personnages, peaufiner mon synopsis, éditer mon manuscrit : tout, sauf écrire. » Il dit vouloir se consacrer désormais à une association philanthropique, The Population Project, qui recensera les noms et dates de naissance des huit milliards de Terriens.

## Œuvres

### Romans
- Amérique, 1990Format électronique uniquement
- Éloge de la pièce manquante, Gallimard, 1998  (ISBN 978-2070358533)
- Les Falsificateurs, Gallimard, 2007  (ISBN 978-2070355273)
- Les Éclaireurs, Gallimard, 2009  (ISBN 978-2070124268)
- Enquête sur la disparition d'Émilie Brunet, Gallimard, 2010  (ISBN 978-2070130405)
- Mateo, Gallimard, 2013  (ISBN 978-2070140114)
- Roman américain, Gallimard, 2014  (ISBN 978-2070144297)
- Les Producteurs, Gallimard, 2015  (ISBN 978-2070147854)
- Ada, Gallimard, 2016  (ISBN 978-2070179671)
- L'homme qui s'envola, Gallimard, 2017  (ISBN 978-2070197385)
- Scherbius (et moi), Gallimard, 2018  (ISBN 978-2072791673)

### Recueil de nouvelles
- Les Funambules, Gallimard, 1996  (ISBN 978-2070745029)Contient Manikin 100, Soltino, Go Ganymède !, Le dossier Krybolski et L'année Zu

### Nouvelles
Nouvelles inédites, 1995-2015 (format électronique).
- L'Actualité
- Légendes
- Les Jumelles de M. Luigi
- Reclus
- En fuite
- Les Porte-parole

### Traduction
- Du rififi à Wall Street, Gallimard, 2020  (ISBN 978-2072859441)

## Distinctions
- 1993 : prix du jeune écrivain de langue française pour la nouvelle Manikin 100
- 1996 : prix littéraire de la Vocation Marcel Bleustein-Blanchet pour Les Funambules
- 1999 : finaliste du Prix Novembre, renommé depuis Prix Décembre, pour Éloge de la pièce manquante, face à Michel Houellebecq, qui l'emporte avec Les Particules élémentaires
- 2009 : prix France Culture-Télérama pour Les Éclaireurs (roman)[15]
- 2009 : Young Leader[16] de la French-American Foundation
- 2015 : Chevalier des Arts et des Lettres[17]
- 2018 : lauréat du prix Version Femina pour L'homme qui s'envola[18]
- 2019 : prix littéraire Charles Brisset, décerné par l'Association française de psychiatrie, pour Scherbius (et moi).